# コールサック
コールサック（Caldwell 99）は、みなみじゅうじ座付近に見ることができる、全天で最も目立つ暗黒星雲。天の川を背景として肉眼でもシルエットを確認することができる。

## 概要
コールサックの見た目の大きさはおよそ7度×5度で、一部はケンタウルス座とはえ座に重なる。南半球では有史以前より知られていたが、初めて観測されたのは1499年、ビセンテ・ヤーニェス・ピンソンによってである。アメリゴ・ヴェスプッチにより "il Canopo fosco" と名付けられ、またマゼラン雲と対比して "Macula Magellani" （「マゼランの斑点」の意）あるいは "Black Magellanic Cloud" （「黒マゼラン雲」の意）とも呼ばれた。
1970年、K. Mattila は、コールサックが完全に真っ黒ではなく、星雲が覆っている星の光を反射し、周りの天の川に比べ10%程度の強さで光を放っていることを証明した。
コールサックはニュージェネラルカタログに掲載されていない。